# گراویتی راش
گراویتی راش (به انگلیسی: Gravity Rush) شناخته شده در ژاپن با عنوان گراویتی دیز (グラビティデイズ/重力的眩暈:上層への帰還において彼女の内宇宙に生じた摂動 Guraviti Deizu/Jūryoku-teki Memai: Jōsō e no Kikan ni Oite, Kanojo no Nai-Uchū ni Shōjita Setsudō) یک بازی ویدئویی در سبک اکشن ماجراجویی است که توسط تیم گراویتی از استودیو ژاپن توسعه یافته و به‌وسیلهٔ سونی کامپیوتر انترتینمنت برای کنسول بازی دستی پلی‌استیشن ویتا منتشر شده‌است. این بازی توسط کیچیرو تویاما کارگردانی شده و داستان آن به‌وسیلهٔ نائوکو ساتو نوشته شده‌است (به دلیل کارهای قبلی مانند سایلنت هیل و سایرن معروف هستند) که مکانیک اصلی بازی توانایی به دست گرفتن جاذبه و انجام حرکات منحصربه‌فرد است. گرافیک بازی به سبک هنری با نام Cel-Shaded است که از نظر تویاما پیروی کردن از روال غربی‌ها است. ساخت بازی در واقع قبل از اینکه برای پلی‌استیشن ویتا انتقال داده شود در سال ۲۰۰۸ برای کنسول پلی‌استیشن ۳ با نام گراویت (Gravité) آغاز شد. هوش مصنوعی و جلوه‌های بازی در ابتدای ساخت بسیار ساده بودند. به هر حال کارگردان گراویتی راش در نهایت به این عقیده رسید که بازی برای پلی‌استیشن ویتا مناسب‌تر است به دلیل اینکه «دستی و در دسترس است» و می‌تواند «تجربه‌ای از جهان مختلف که فراتر از یک تصویر است» را به و بازیکن به وسیله این کنسول و تکان دادن ان به بازیکن القا کند.
توسعه نسخهٔ بازسازی شده و با وضوح‌بالا از این بازی نیز توسط بلوپوینت گیمز انجام پذیرفت، و در دسامبر ۲۰۱۵ در کشور ژاپن، و فوریه ۲۰۱۶ در دیگر نقاط برای کنسول پلی‌استیشن ۴ در دسترس قرار گرفت.

## روند بازی
مکانیک کنترل جاذبه می‌تواند از طریق پرواز در آسمان (توسط کنترل گرانش از جهتی که می‌آید)، قدم زدن بر روی دیوارها، ضربه زدن محوری گرانشی برای حمله به دشمنان استفاده شود. بازیکن در ابتدا باید برای شناور شدن دکمهٔ ار (R) را فشار دهد، سپس به طرفی که می‌خواهد برود توسط تکان دادن کنسول یا آنالوگ سمت راست آن را تعیین کند و بعد از آن دوباره برای فرودآمدن به آن جهتی که تعیین کرده‌است دکمهٔ (R) را باید فشار دهد تا هنگامی که به یک دیوار، کشتی متحرک یا زمین برسد. البته کت به‌طور دائم نمی‌تواند در هوا شناور باشد زیرا در بازی گرانی سنج (Gravity Meter) تعبیه شده‌است که مقدار محدودی دارد و اگر در مناطق بدون جاذبه قرار بگیرد از مقدار ان به تدریج کم می‌شود گرچه مقدار گرانی سنج دوباره به‌طور خودکار پر می‌شود. در بازی کت می‌تواند در طول مبارزاتش یا مکان‌هایی مشخص کریستال‌هایی را به دست آورد که بازیکن می‌تواند با این کریستال‌ها قدرت کت را ارتقا بدهد.
حرکت‌ها و واژگونی‌ها در سایهٔ خاصیت ژیروسکوپ پلی استیشن ویتا به خوبی انجام می‌شوند. گراویتی راش همچنین دارای عناصری از سبک نقش‌آفرینی مانند افزایش سطح، پویش، غول آخر، طولانی بودن، [جهان باز]] برای سیاحت است. در طول بازی کت می‌تواند توانایی‌های جدیدی از قبیل اصابت گرانشی (gravity strike) و قدرت جابه‌جا کردن اجسام اطراف را بدست آورد.
تویاما توضیح داده‌است که تأثیر از بازی کرک داون (Crackdown) در سیر تکامل روند بازی نقس داشته و چنین گفته‌است که «واقعاً جنبهٔ آزاد کردن مهارت و قوی‌تر شدن را دوست دارم و دستیابی به سطح بالاتری از آزادی شما را قدرتمندتر می‌کند.»

## داستان
داستان بازی یک داستان خیالی از شهری معلق در هوا به نام هکسویل (Hekseville) است. داستان بازی در آغاز شخصیت بازی را نشان می‌دهد، دختری به نام کت (Kat) که حافظه‌اش را از دست داده‌است. او سپس به طرف گربه‌ای سیاه و مرموز می‌رود و گربه به او توانایی کنترل جاذبه را می‌دهد. کت از این قدرت برای حفاظت از مردم که طوفان جاذبه آنها را تهدید می‌کند و طی این اتفاق هیولاهایی با نام نوی (Nevi) ظاهر می‌شوند استفاده خواهد کرد.

## ایده
بازی توسط کیچیرو تویاما کارگردانی شده‌است که در گذشته بازی‌های ترسناکی همچون سایلنت هیل و سایرن را خلق و کارگردانی کرده‌است. او در یک مصاحبه نقل کرد که تصور و ایدهٔ بازی برای گراویتی راش را در ده سال پیش در ذهن داشته‌است و همچنین اولین بازی بوده‌است که قبل از سایلنت هیل قصد ساختن ان را داشته‌است. او ذکر کرده‌است که در هنگام جوانی‌اش در مورد موبیوس (Moebius) در کمیک‌های فرانسوی (French comics) را برای ایدهٔ جهان گراویتی راش مطالعه کرده‌است و با اشاره به یکی از کتاب‌های کمیک خود در مورد «عکس‌های مردم که در اسمان معلقند» که از آن تأثیر گرفته‌است. از انیمیشن و کمیک‌های آمریکایی نیز برای طراحی شخصیت الگو گرفته شده‌است. به هر حال تویاما از کاملاً ژاپنی و بومی بودن بازی برای پذیرش بهتر در بیرون از سرزمین طللوع خورشید (ژاپن) خودداری کرده‌است.

## بازتاب‌ها
| گردآورنده  | امتیاز |
| ---------- | ------ |
| گیم‌رنکینگز | ۸۱٫۹۲٪ |
| متاکریتیک  | ۸۳/۱۰۰ |

| ناشر         | امتیاز |
| ------------ | ------ |
| اج           | ۸/۱۰   |
| یوروگیمر     | ۹/۱۰   |
| فامیتسو      | ۳۸/۴۰  |
| گیم اینفورمر | ۸/۱۰   |
| گیم رولیشن   | ۴٫۵/۵  |
| گیم‌اسپات     | ۶٫۵/۱۰ |
| گیم‌تریلرز    | ۷٫۵/۱۰ |
| آی‌جی‌ان       | ۷٫۵/۱۰ |

گراویتی راش به‌طور کلی امتیازات نسبتاً خوبی را دریافت کرد که شامل میانگین امتیاز ۸۳ در متاکریتیک با ۷۳ نقد و میانگین ۸۱٫۹۲ در گیم رنکینگز با ۵۰ نقد است.